# Carnaval de Cayenne
Le Carnaval de Cayenne est le plus ancien des carnavals guyanais, se déroulant à Cayenne, sa capitale. Ce carnaval est réputé dans le monde entier pour la diversité et l'originalité de ses costumes. Il constitue avec le carnaval de Kourou et le carnaval de Saint-Laurent, les carnavals les plus importants de la région.
Ce carnaval annuel, a lieu entre l'Épiphanie au début de janvier, et le Mercredi des Cendres marquant le début du Carême, du vendredi soir au lundi matin. Il est aussi connu pour sa parade, la Grande Parade de Cayenne (appelée aussi Grande Parade de la Capitale), où concourent des groupes invités venus de France métropolitaine, du Suriname, du Brésil et des Antilles.

## Histoire
Les traditions carnavalesques de Cayenne sont les plus anciennes de Guyane.

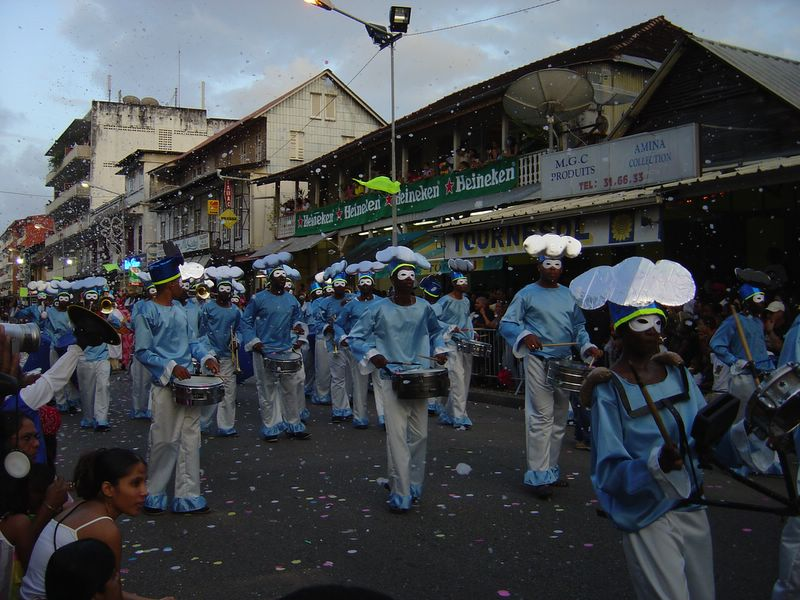
Défilé du Carnaval dans les rues de Cayenne en 2006.

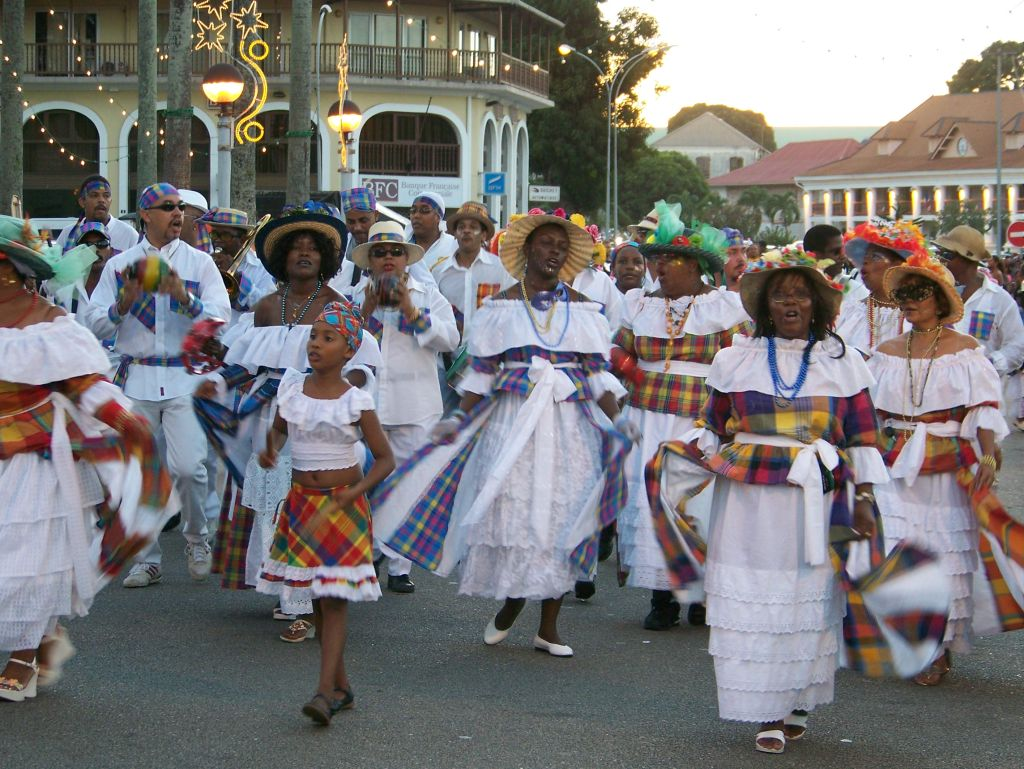
Défilé du Carnaval de Guyane dans les rues de Cayenne en 2007.

Cette fête appartient à la culture créole guyanaise. Il a pour origine le carnaval tel qu'il est pratiqué en Europe. Au début de la colonisation, les colons pratiquaient le carnaval, mais il était interdit aux esclaves. Bravant l'interdiction, les esclaves pratiquaient le carnaval, dans des fêtes clandestines. Ils y voyaient un moyen de retrouver un peu de liberté, de commémorer comme les Africains la fertilité et les moissons et de tourner en dérision les colons.
Les jours gras clôturent le carnaval :
- le dimanche gras : c'est le jour de la grande parade, la plus grande parade du carnaval. les groupes concourent pour obtenir des prix en fonction de leur performance ;
- le Lundi gras : ce sont les mariages burlesques, les hommes se déguisent en mariées et les femmes en mariés ;
- le Mardi gras : les carnavaliers défilent en Diab rouj (diables rouges), tout le monde s'habille de rouge et noir ;
- le Mercredi des Cendres : les diablesses toutes de noir et blanc vêtues enterrent Vaval, le roi du carnaval.

## Le carnaval des rues
- Grande Parade de Cayenne

Des groupes déguisés selon la thématique de l'année, y défilent autour de chars décorés, au rythme des percussions et des cuivres. La préparation des groupes dure des mois avant le carnaval. Les groupes défilent devant des milliers de spectateurs qui se massent sur les trottoirs et les gradins aménagés pour l'occasion.
Les groupes les plus connus sont :
- Kassialata ;
- Reno Band ;
- OsBand ;
- les Belles de la Madeleine.

Des groupes brésiliens identiques à ceux que l'on rencontre au carnaval de Rio, sont également appréciés pour leurs rythmes et leurs costumes affriolants. La communauté asiatique de Cayenne participe également aux défilés en apportant sa touche caractéristique, avec des dragons.

## Les bals masqués

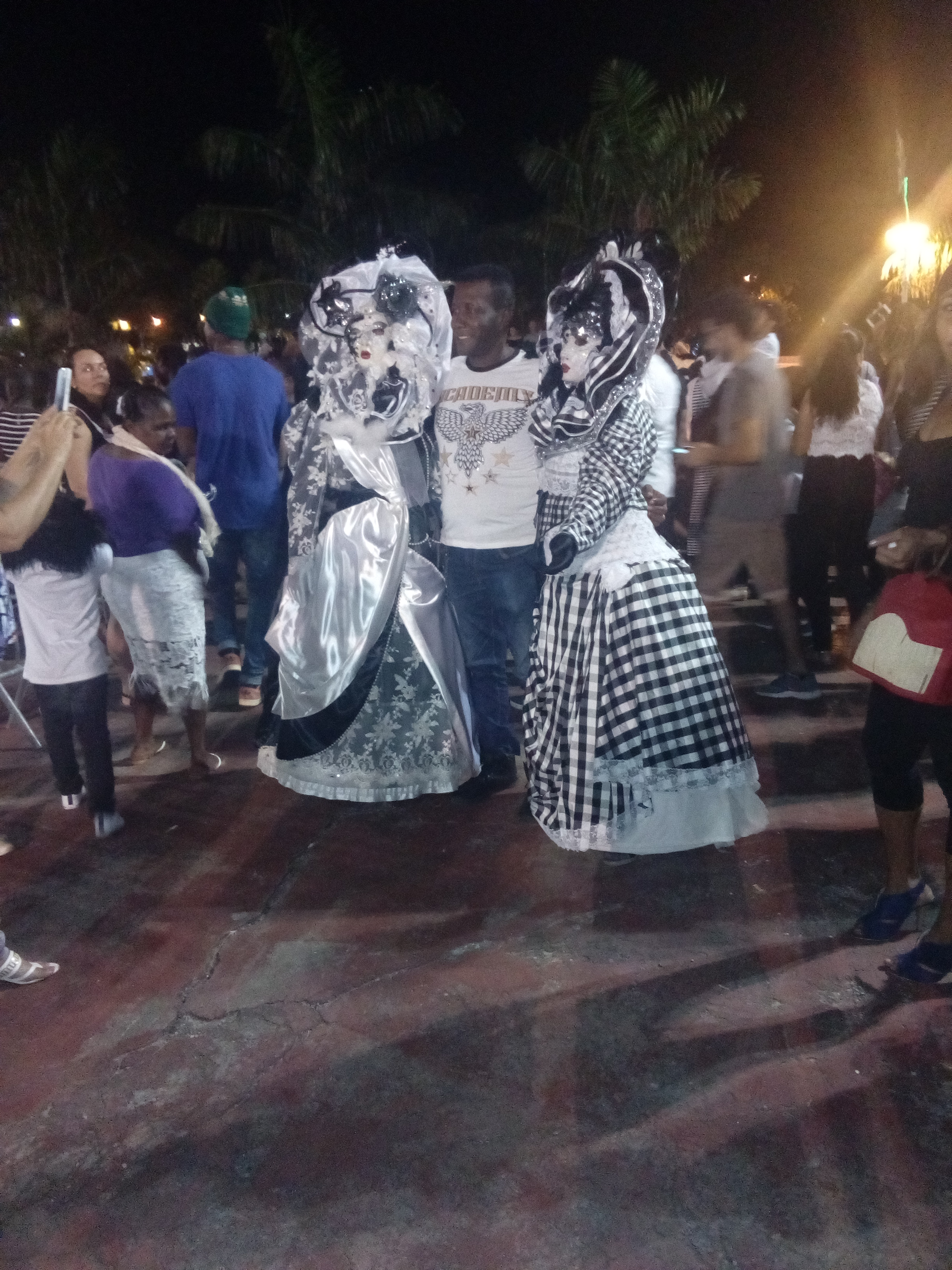
Des Touloulous sur la Place des Palmistes.

Les boites de nuit, appelées « Universités », organisent des bals masqués durant lesquels les hommes viennent danser avec les touloulous. Les soirées ont lieu les vendredis et samedis soirs. Cette tradition est propre à la Guyane, elle n'existe nulle part ailleurs.
Depuis les années 1990, ont lieu les soirées tololo, où les hommes se déguisent et prennent le rôle des Touloulous (ce sont eux qui invitent les femmes non déguisées à danser). Ces soirées sont de plus en plus populaires et ont lieu plusieurs fois pendant le carnaval.
Les danses du carnaval sont la mazurka, la polka, la biguine et le piké djouk. C'est le Touloulou qui invite les hommes à danser, ils ne peuvent pas refuser. Seules les touloulous ont le droit de danser, si une femme non déguisée danse, l'orchestre s'arrête.
La salle de bal de Cayenne s'appelle Nana, dans laquelle joue le groupe des Blues Star.

## Le carnaval des familles
Les familles se réunissent chaque semaine pour manger la galette des rois et sa version créole guyanaise, la galette créole. C'est la tradition de la galette des rois connue en Europe durant l'Épiphanie, prolongée sur toute la période carnavalesque. Usuellement, le roi paye la galette la semaine suivante. La galette créole peut être soit à la frangipane, à la goyave, au coco ou à la crème.
Après l'abolition de l'esclavage en 1848, l'économie de la Guyane est sinistrée, un nombre important de la population vit du travail de la terre dans des « habitations ». Les gens cultivent la terre, on connaît la valeur du travail en commun : le Mayouri. En Guyane, c'est à cette époque que naît la tradition de la galette des rois, ou plus précisément du « rend le bouquet ». Un couple organise le repas et la fête. Il désigne à la fin le couple qui organisera la réunion suivante en lui remettant le bouquet.